# Wave (Musik)
Wave, ursprünglich das Kurzwort für New Wave, ist eine Dachbezeichnung für mehrere, mit der New Wave zusammenhängende Teilgebiete der Musik. Diese werden bspw. als Cold Wave, Dark Wave, Doom Wave, Electro Wave, Ethereal Wave und Gothic Wave bezeichnet. Wave als Kurzwort ist seit etwa 1984 belegt und wurde in der Folgezeit in zahlreichen Musikzeitschriften und Compilation-Titeln, wie Pop & Wave, Wave Ballads, Wave Party oder Wave Romantics verwendet.
Seit der zweiten Hälfte der 1980er wird von der Musikpresse der Ausdruck „Post-Wave“ genutzt. Dieser bezeichnet das musikalische Output und die kulturellen Neuerungen nach dem Ausklingen der Wave-Ära. Da sich die Wave-Bewegung allerdings in verschiedene Strömungen und chronologisch voneinander abweichende Etappen gliedert (z. B. New Wave, Electro Wave, Cold Wave und Neue Deutsche Welle), erweist es sich häufig als schwierig, Post-Wave zeitlich zu erfassen. Grob umrissen wird dabei jedoch die Zeit ab den späten 1980ern mit dem Aufleben von Musikrichtungen wie Madchester, Shoegazing, Acid House, Techno, Grunge oder Britpop in Europa.
Verwendung fand die Bezeichnung Post-Wave unter anderem für ehemalige Gothic-Bands, die sich Ende der 1980er dem Pop und Hard Rock zuwandten, für den Synth Pop der 1990er Jahre, für den Electroclash oder generell für Spielarten der Pop- und Rockmusik, die sich von den stiltypischen Klängen der 1980er Jahre – beispielsweise dem Yamaha-DX7-Sound – entfernten bzw. die auf einer modernen Produktionsweise fußen, obgleich vereinzelt Elemente der Wave-Ära in der Musik erhalten blieben.